# Fliehkraftzerknall
Unter einem Fliehkraftzerknall versteht man das plötzliche Zerreißen eines rotierenden Teiles (Schleifscheibe, Trennscheibe, Schwungrad, Läufer u. Ä.) infolge zu großer Fliehkraft.
Der Begriff findet zumeist bei den Standard-Einsatz-Regeln der Feuerwehren Verwendung. Er beschreibt so zum Beispiel die Zerstörung einer durch Ausfall der Sicherheitseinrichtungen außer Kontrolle geratenen Windenergieanlage.